# Sitio Histórico da Prainha

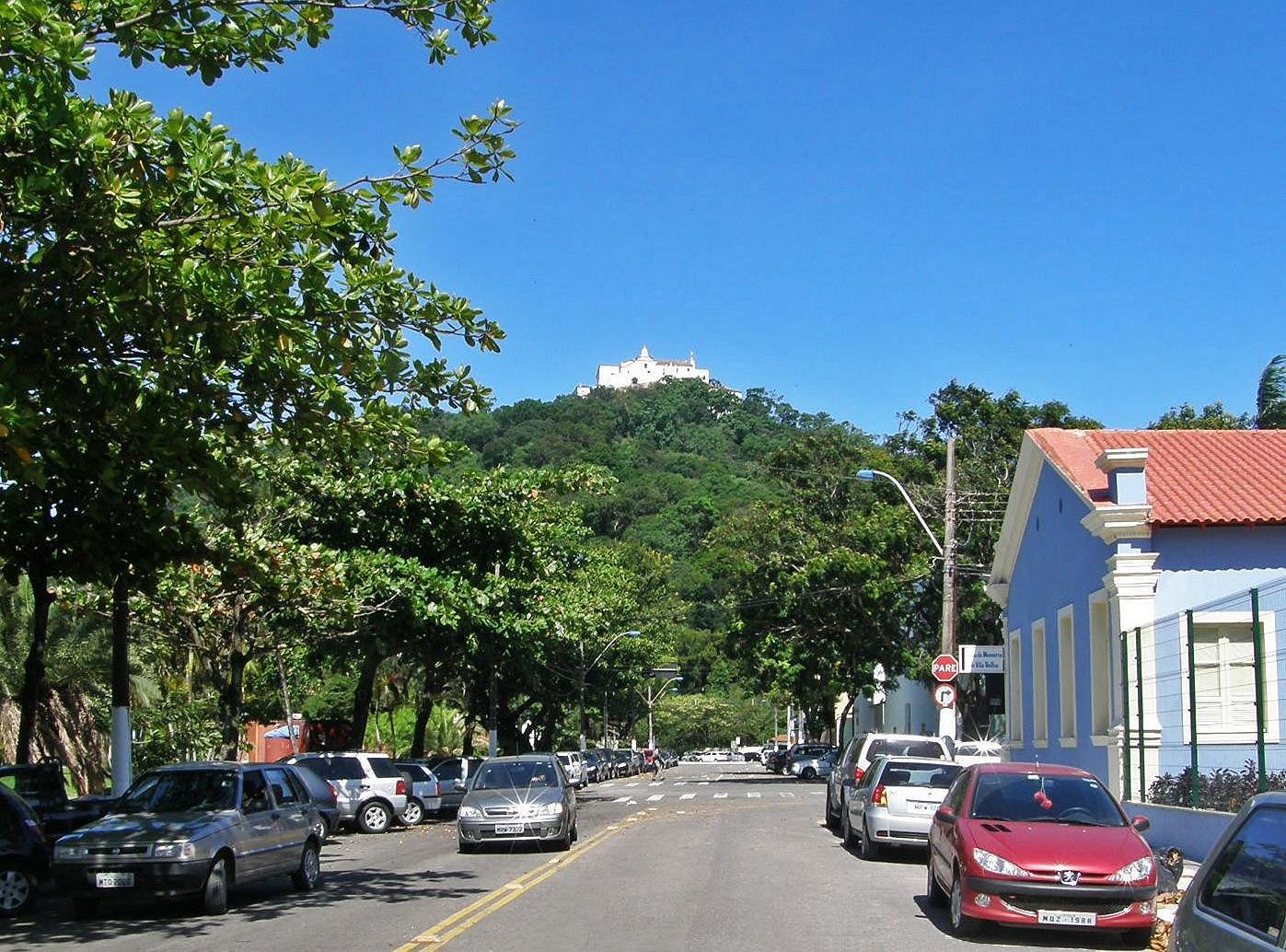
Sítio Histórico da Prainha, em Vila Velha, com vista para o Convento da Penha

O Sítio Histórico da Prainha, em Vila Velha, no Espírito Santo, é o local onde os portugueses desembarcaram pela primeira vez na Capitania do Espírito Santo, em 23 de maio de 1535. Ali hoje existem diversos monumentos e patrimônios importantes para a história do estado.

## História
De acordo com a historiografia, a Capitania do Espírito Santo foi doada ao primeiro donatário do Espírito Santo, Vasco Fernandes Coutinho, ainda em 1534. Porém, foi apenas em 23 de maio de 1535 que este desembarcou em sua capitania, acredita-se que na região da Prainha.
A construção inicial da região foi a Igreja de Nossa Senhora do Rosário, que teria sido iniciada ainda em 1535 a pedido do donatário. Dela, se expandiu a ocupação da sede da capitania, a Vila do Espírito Santo, como era chamada inicialmente Vila Velha. Poucos anos depois, entretanto, próximo a 1550, os portugueses moveram a sede da capitania para a Vila de Vitória, recém fundada em uma ilha em frente à Vila Velha.
Em 1558, nas proximidades da Igreja do Rosário, o Frei Pedro Palácios deu início à construção do Convento da Penha, que forma, junto com a igreja, o conjunto mais antigo de patrimônios do sítio histórico. 

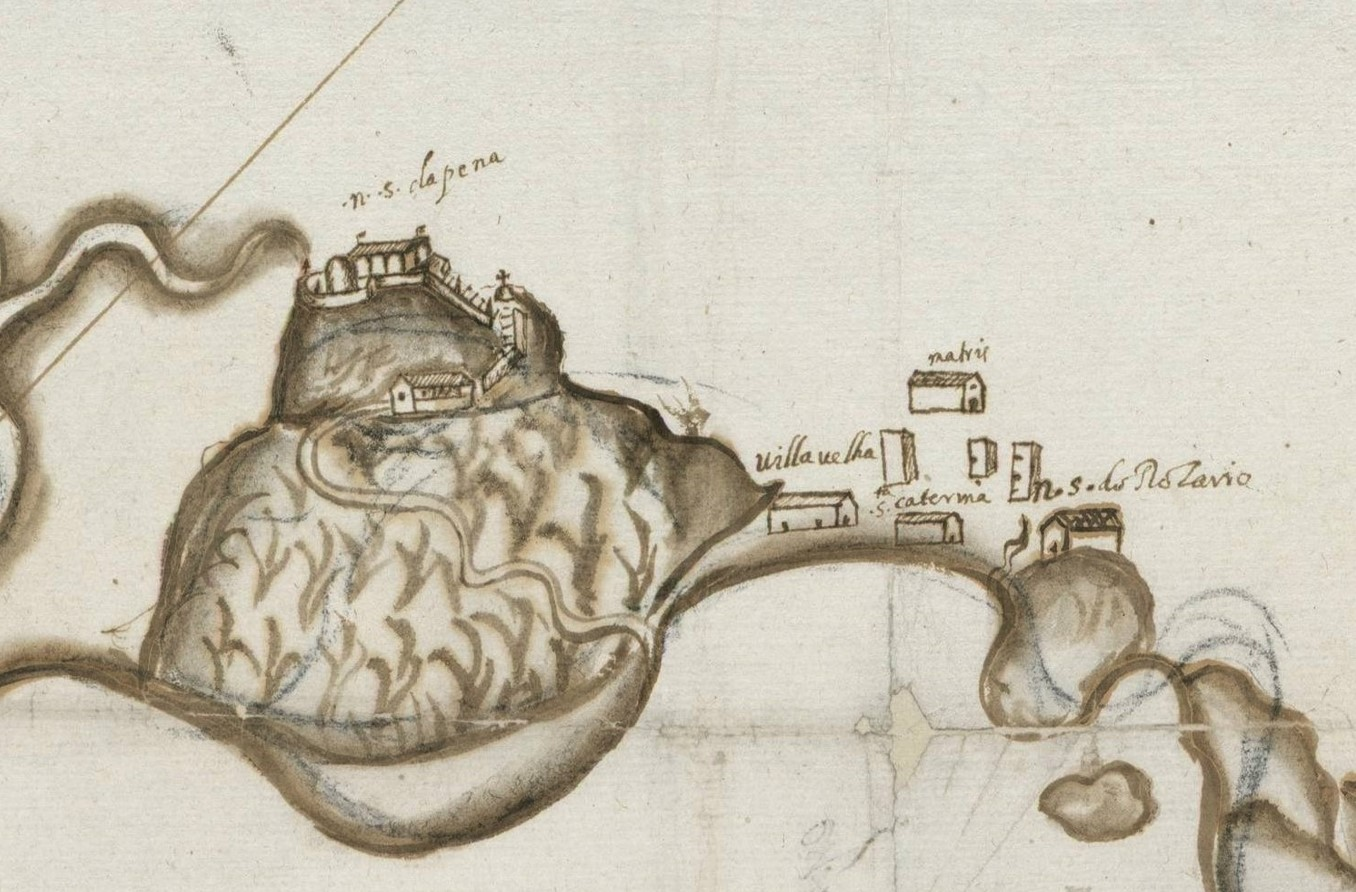
Detalhe do mapa Capitania do Espíritu Sancto, de cerca de 1612, com detalhe para a mais antiga planta da Vila do Espírito Santo, atual Vila Velha, que se conhece.

Ambas as construções podem ser vistas em mapa de cerca de 1612. Este mesmo mapa mostra outras igrejas que teriam existido na região do sítio histórico, mas que não existem mais: uma Igreja Matriz e uma Igreja de Santa Catarina. 
Todas as construções do período colonial, com exceção da Igreja do Rosário e do Convento da Penha, foram demolidas no início do período republicano, em um movimento liderado por governadores como Jerônimo Monteiro, que buscava a modernização das cidades brasileiras a fim de abandonar o passado colonial e monarquista. Os demais monumentos preservados do sítio histórico são, em geral, construções erigidas já no século XX, mas que marcam um momento histórico do município que se urbanizava e se expandia para além da região da Prainha.

## Criação do Sítio Histórico
Em 2015, foi sancionada a lei que criou oficialmente o Sítio Histórico da Prainha, com o objetivo de preservar o patrimônio histórico e cultural do local. A proposta vinha pelo menos desde o início do século. Essa proposta inicial, entretanto, previa a construção de um anfiteatro desenhado pelo arquiteto Oscar Niemeyer e um aquário que destacaria exemplares da flora e fauna marinha da região, obras que não chegaram a sair do papel.

## Patrimônios

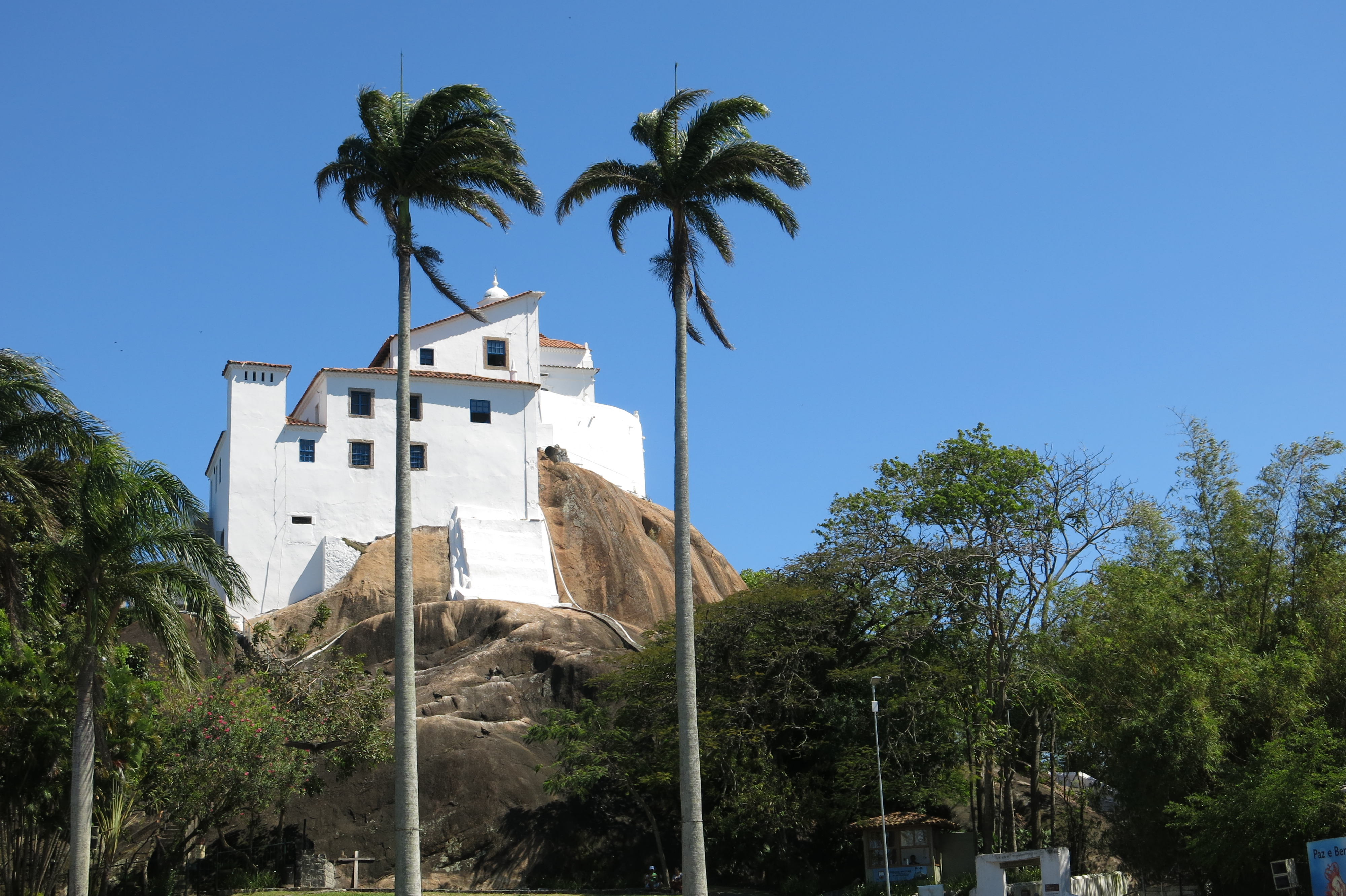
Convento da Penha, em Vila Velha.

Entre os patrimônios históricos e culturais que se encontram no Sítio Histórico da Prainha, estão:
- Convento da Penha, considerado um dos santuários religiosos mais antigos do Brasil, pois sua construção foi iniciada ainda em 1558 a pedido do frei Pedro Palácios. Está no topo de um morro, com 154 metros de altitude.
- Igreja de Nossa Senhora do Rosário, que teria sido construída a pedido do primeiro donatário, Vasco Fernandes Coutinho, ainda 1535, o que faz dela uma das mais antigas igrejas do Brasil e um marco histórico da colonização do Espírito Santo.
- Museu Casa da Memória, que pertence ao Instituto Histórico e Geográfico de Vila Velha e abriga um acervo de fotografias, bandeiras instrumentos de navegação e estátuas, além do famoso Bonde 42, um exemplar histórico do transporte público do município de 1930.
- Gruta do Frei Pedro Palácios, local que teria abrigado o fundador do Convento da Penha nos seus primeiros anos, de onde fazia suas pregações.